# 维拉韦尔拉
维拉韦尔拉（義大利語：Villaverla），是意大利威尼托大区维琴察省的一个市镇。总面积15平方公里，人口6230人，人口密度415.3人/平方公里（2009年）。国家统计（ISTAT）代码为024118。

## 友好城市
- 義大利图列 2006年